# Rybník Motovidlo
Rybník Motovidlo este o arie protejată (sit de importanță comunitară — SCI) din Republica Cehă întinsă pe o suprafață de 11,58 ha, integral pe uscat.

## Localizare
Centrul sitului Rybník Motovidlo este situat la coordonatele 48°59′57″N 14°22′46″E / 48.999167°N 14.379444°E.

## Înființare
Situl Rybník Motovidlo a fost declarat sit de importanță comunitară în noiembrie 2009 pentru a proteja un număr necunoscut de specii din flora spontană și fauna sălbatică aflate în arealul zonei.

## Biodiversitate
Situată în ecoregiunea continentală, aria protejată conține 1 habitat natural: Lacuri eutrofice naturale cu vegetație de tip Magnopotamion sau Hydrocharition.
La baza desemnării sitului se află un număr nedeclarat de specii protejate.